# Knölchampinjon
Knölchampinjon (Agaricus silvicola) är en svampart som tillhör divisionen basidiesvampar, och som först beskrevs av Carlo Vittadini, och fick sitt nu gällande namn av Peck. Knölchampinjon ingår i släktet champinjoner, och familjen Agaricaceae. Arten är reproducerande i Sverige.  Knölchampinjoner är ätliga och mycket lika snöbollschampinjon, men skiljer sig från dessa genom sin klumpartade nedre del av foten.

## Underarter
Arten delas in i följande underarter:.
- squarrosus
- silvicola

## Galleri

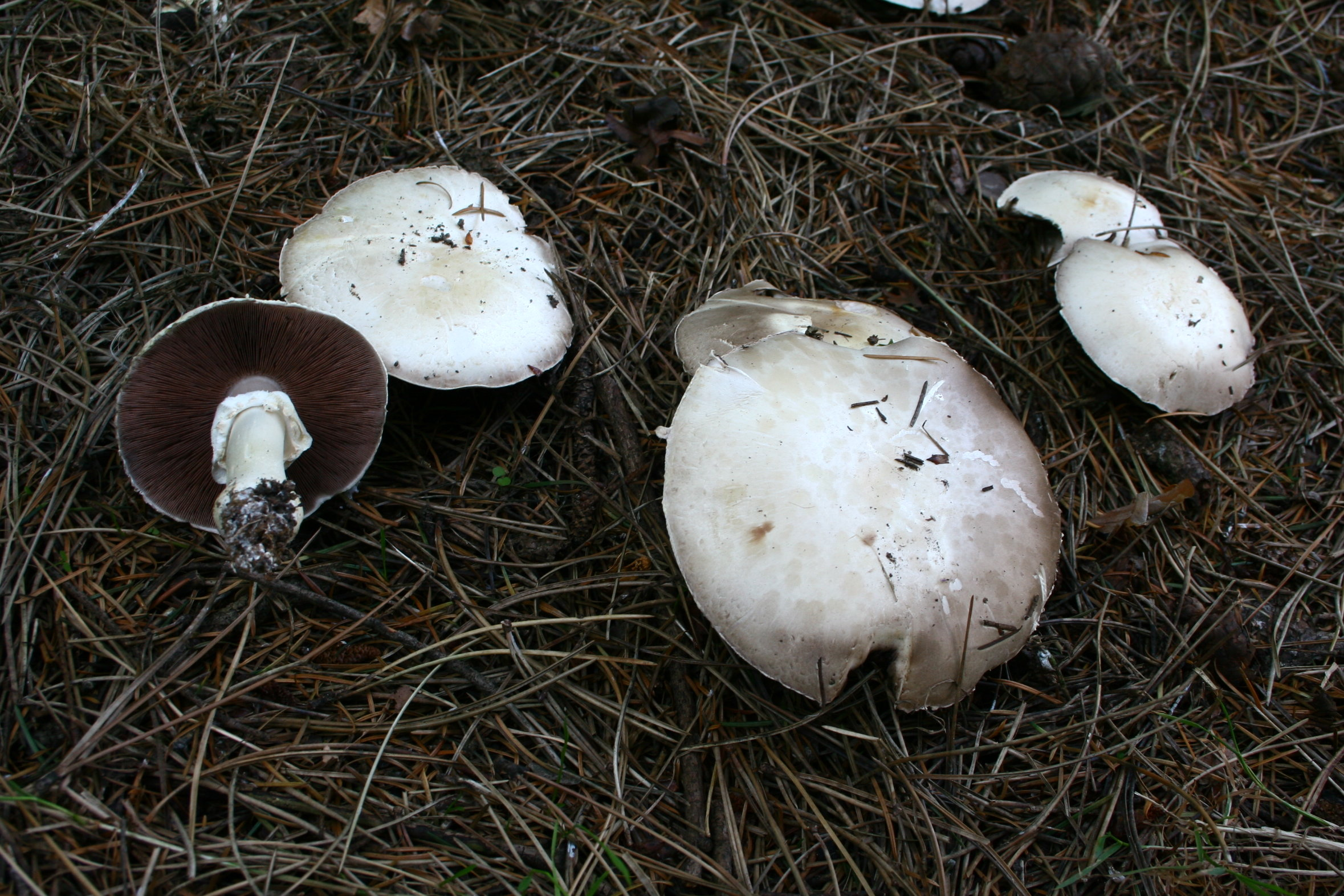
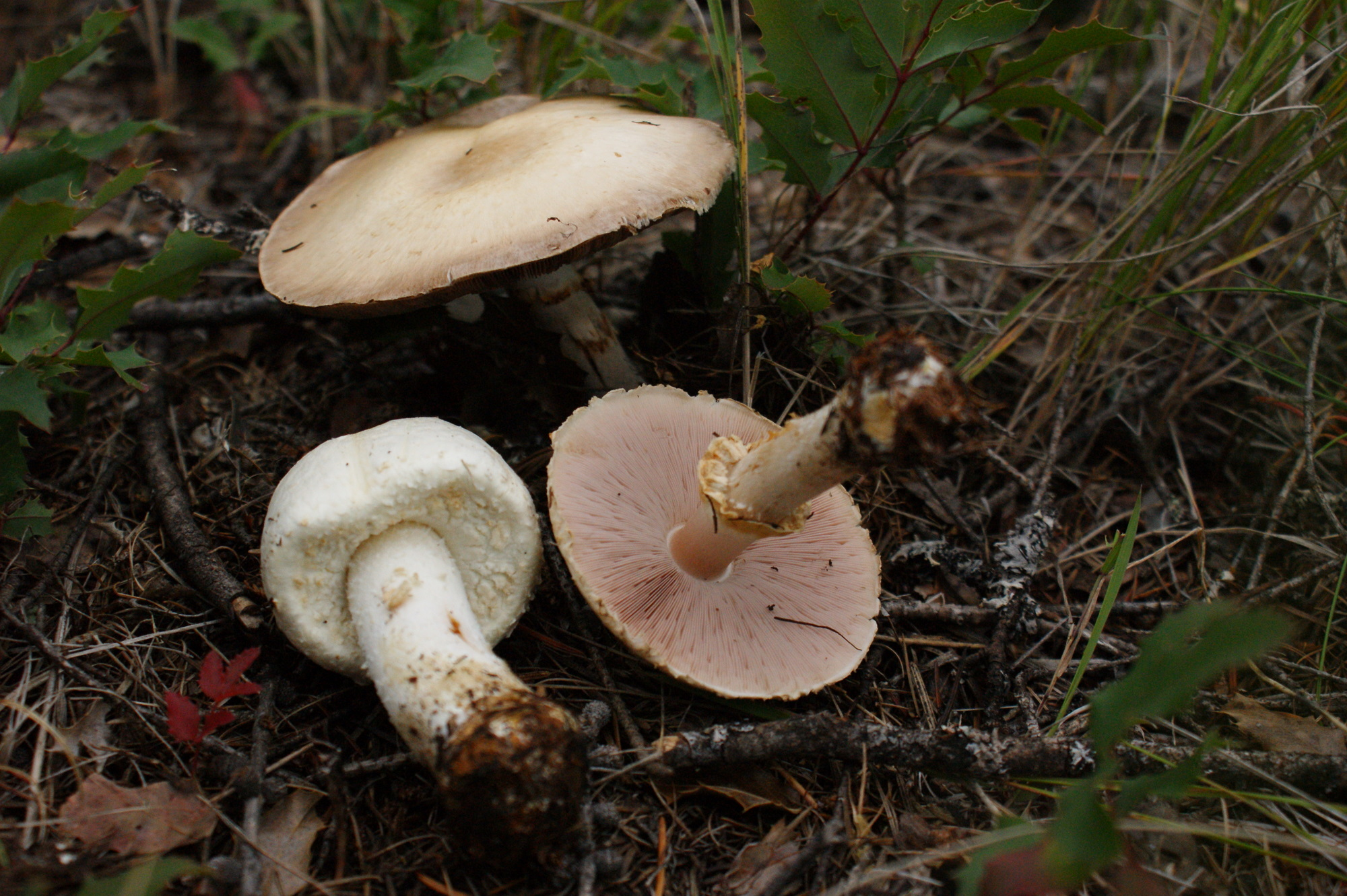